# World of Warcraft: Shadowlands
World of Warcraft: Shadowlands est la huitième extension de jeu vidéo du jeu de rôle en ligne massivement multijoueur World of Warcraft. Elle a été annoncée le 1er novembre 2019 à la BlizzCon et a pour thème le royaume des morts de l'univers de Warcraft, l'Ombreterre. Prévue initialement pour le 26 octobre 2020, elle a été reportée à une date ultérieure dans l'année . Fin octobre, le producteur exécutif du jeu, John Hight, annonce que l'extension sortira le 24 novembre 2020.

## Gameplay
Shadowlands implique une réduction de niveau « level squish » avec des personnages de niveau 120 (étant le niveau maximum avant l'extension) réduits au niveau 50, le niveau 60 étant le nouveau niveau maximum. Ce que Blizzard a appelé une « expérience New Game+ », les personnages nouvellement créés bénéficient d'une expérience de départ réactualisée via un nouveau système ainsi qu'un nouveau lieu de départ appelé « Les confins de l'exil » qui leur présente le jeu et ses mécaniques via un nouveau tutoriel. Pour les nouveaux joueurs de World of Warcraft, les personnages ayant terminé l'expérience de départ « Les confins de l'exile » passent directement à l'extension Battle for Azeroth, tandis que les joueurs vétérans souhaitant créer un nouveau personnage peuvent choisir l'extension de départ qu'ils veulent, et ce jusqu'au niveau 50. Après quoi ils passeront à l'extension suivante Shadowlands,.
L'Ombreterre comporte cinq zones principales : Le Bastion, Maldraxxus, Revendreth, Sylvarden et l'Antre. Au centre de ce monde, se trouve la cité de l'éternité nommée Oribos, faisant office de capitale pour les joueurs. Celle-ci est similaire à la ville de Shattrath en Outreterre ou de Dalaran en Norfendre ou sur les îles brisées. Huit nouveaux donjons sont disponibles ainsi qu'un nouveau raid, et en outre, un nouveau « roguelike » appelé Torghast la tour des damnés,.
Toutes les races principales jouables, sauf les races alliées, ont reçu de nouvelles options de personnalisation (par exemple, les humains peuvent personnaliser leurs ethnies, les nains et les trolls ont des tatouages, et les morts-vivants peuvent montrer différents degrés de décomposition). La classe des chevaliers de la mort (disponible depuis Wrath of the Lich King) a été ouverte aux pandariens (disponibles depuis Mists of Pandaria) ainsi qu'à toutes les races alliées (disponible depuis Legion et Battle for Azeroth). Les joueurs ayant précommandé Shadowlands ont eu accès aux chevaliers de la mort pour ces races en avant-première lors du patch 8.3.0, le dernier patch de contenu majeur de l'extension Battle For Azeroth, le 14 janvier 2020.

## Nouveautés
Les principales nouveautés de cette huitième extension sont :
- La limite de niveau passe de 120 à 60 (qui était la limite à l'origine du jeu). C'est la première extension dans laquelle le niveau maximal est compressé (en effet, il ne diminue pas réellement). Les joueurs de niveau 120 verront donc leur niveau ramené à 50 (passage du niveau 50 à 60 à effectuer durant l'extension) ;
- Une nouvelle zone, l'Ombreterre, découpée en cinq nouvelles régions occupées chacune par une congrégation qui pourra apporter son aide et ses pouvoirs au joueur qui choisira de la rejoindre :
  - Le Bastion, par les Kyrians.
  - Sylvarden, par les Faë nocturnes.
  - Revendreth, par les Venthyrs.
  - Maldraxxus, par les Nécro-seigneurs.
  - L'Antre, par aucune congrégation .
- Un nouveau donjon évolutif, Torghast, la tour des Damnés qui se situe au cœur de l'Antre.